# 徐錫祉
徐錫祉，字小昉，浙江仁和人，清朝政治人物。
光绪十六年接替成心中任霞浦县知县，光緒二十四年十月，接替洪衍慶擔任江蘇宜興縣知縣。后由薛星輝接任。